# James Lonsdale Bryans
James Lonsdale Bryans (Londen, 10 mei 1893 – 1981) was een Britse amateurdiplomaat en nazi-sympathisant die tijdens de Tweede Wereldoorlog een pact probeerde te sluiten met nazi-Duitsland.
Hij was van goede komaf en werd opgeleid op de exclusieve kostschool Eton College. Lonsdale Bryans was een van de Britten die in 1939 en 1940 poogden om het Verenigd Koninkrijk te verzoenen met nazi-Duitsland. Hij werd in 1939 door de Britse veiligheidsdienst opgemerkt omdat hij in Singapore pro-Duitse opmerkingen maakte. De veiligheidsdienst begon daarop een dossier samen te stellen. Bryans voerde, mogelijk met medeweten van de Britse Minister van Buitenlandse Zaken Lord Halifax in het toen nog neutrale Italië gesprekken met de Duitse diplomaat Ulrich von Hassell. In het dossier staat aangetekend dat Lonsdale Bryans "met medeweten van het Ministerie van Buitenlandse Zaken naar Italië was gereisd maar daar zijn instructies had genegeerd".
Binnen Europa zou Duitsland, in Lonsdale Bryans visie, de hegemonie krijgen, terwijl het Verenigd Koninkrijk zijn koloniale rijk mocht behouden. Lord Halifax werd op de hoogte gebracht van het gesprek maar het is onduidelijk in hoeverre hij deze politieke sondering heeft aangemoedigd.
Vrijgegeven Britse documenten van de spionagedienst MI5 laten zien dat MI5 van de gesprekken wist maar dat zij niet ingreep. Ingrijpen zou Lord Halifax en het Ministerie van Buitenlandse Zaken in politieke problemen kunnen brengen.
Ook later in de oorlog zag de Britse geheime politie ervan af om Lonsdale Bryans te arresteren en op te sluiten. Men tekende daarbij aan dat hij zijn verhaal voor veel geld aan de Daily Mirror zou kunnen verkopen. Wanneer de Britse politieke elite in opspraak zou worden gebracht zou dat het moreel van de Britse arbeidersstand ondermijnen.
De gesprekken van Lonsdale Bryans en von Hassel vonden plaats tegen een politieke achtergrond waarin Winston Churchill de aanhangers van appeasement, in zijn ogen defaitisten, met moeite wist te neutraliseren. Zo werd Halifax als ambassadeur naar Washington gestuurd. In Duitsland werd nagedacht over een staatsgreep tegen Hitler en Rudolf Hess wilde vooroorlogse contacten met in zijn ogen pro-Duitse Britten als de hertogen van Buccleuch en Hamilton gebruiken om een vredesvoorstel onder de ogen van de Britse regering te brengen.
Ook in Ankara en Stockholm werd door diplomaten en door de Zweedse koning Gustaaf VI naar mogelijkheden om te bemiddelen gezocht. De Zweedse koning wees een verzoek om te bemiddelen als "niet opportuun" van de hand omdat hij wist hoe in Londen op het gesprek tussen Lonsdale Bryans en von Hassell was gereageerd.
Een gepland gesprek tussen Lonsdale Bryans en onderminister Rab Butler van Buitenlandse Zaken, een prominent defaitist, ging niet door. Mogelijk omdat de veiligheidsdienst dat verhinderde.
Lonsdale Bryans ouvertures zijn de achtergrond voor de vredesmissie van Rudolf Hess die meende dat er in Londen een prominente groep tot vrede bereide politici en edellieden bestond.
Lonsdale Bryans werd in 1941 overgeplaatst naar het Ministerie van Onderwijs. De geheime dienst liet hem gedurende de hele verdere oorlog "strikt in de gaten houden".
De hertog van Hamilton was boven verdenking maar de hertog van Buccleuch kreeg huisarrest opgelegd. De directeur van MI5 die het kabinet had laten weten dat Lonsdale Bryans op eigen initiatief Adolf Hitler had willen opzoeken werd ontslagen wegens "ineffectiveness".